# Hemiteles leucomerus
Hemiteles leucomerus là một loài tò vò trong họ Ichneumonidae.